# Thingtam
Le Thingtam est un phénomène écologique cyclique qui se produit dans l'État de Mizoram en Inde. Il est induit par la floraison grégaire de peuplements de trois espèces de bambous, Bambusa dultoides (appelé localement « rawthing »),  Dendrocalamus longispathus (« Rawnal ») et Cephalostachyum capitatum (« Rawngal »). Ce phénomène, qui se produit régulièrement environ tous les 47 à 50 ans au Mizoram, suit la floraison massive des bambous et leur mort après la mise à graine. La production massive de graines provoque une explosion de la population de rats et entraîne subséquemment une période de famine . Ce phénomène est similaire à celui du Mautam lié à la floraison d'une autre espèce de bambous, Melocanna baccifera, qui se produit à la même fréquence (tous les 48 ans), mais décalé de 30 ans après le Thingtam.
Des épisodes de Thingtam ont été enregistrés en 1724, 1785, 1833, 1881, 1929 et 1977.